# Huỳnh Bích Liên
Huỳnh Bích Liên (tiếng Anh: Linna Huynh) là một nữ diễn viên, người mẫu, người dẫn chương trình tại Hồng Kông. Cô cũng là một diễn viên của TVB dưới hợp đồng nghệ sĩ cơ bản.

## Tiểu sử
Huỳnh Bích Liên sinh ra và lớn lên tại Vancouver, Canada. Gia đình cô có bốn chị em và cô là người con thứ hai. Tổ tiên cô là Hoa kiều Việt Nam di cư sang Canada.
Huỳnh Bích Liên từng học tại trường Trung học Fraser Heights. Cô tốt nghiệp khoa tâm lý học (Tâm lý học phát triển) tại Đại học British Columbia.
Cô bắt đầu làm người mẫu khi còn học trung học, tích lũy kinh nghiệm làm người mẫu cô dâu, thời trang và trang điểm trước khi tham gia một cuộc thi người mẫu tại địa phương vào năm 2010.

## Sự nghiệp
Năm 2012, Huỳnh Bích Liên tham gia cuộc thi Hoa hậu Hoa kiều Vancouver. Tuy không lọt vào top 3, nhưng cô đã đoạt giải Hoa hậu ảnh (Miss Photogenic), và cũng là người đầu tiên chiến thắng giải này khi không nằm trong top 3.
Năm 2014, cô tiếp tục tham gia cuộc thi Hoa hậu Hồng Kông. Với vẻ ngoài xinh đẹp và ngọt ngào, cô trở thành một trong những ứng cử viên nặng kí nhất cho danh hiệu hoa hậu. Dù vậy cô chỉ dừng lại ở top 5 và để trượt luôn cả danh hiệu Hoa hậu ảnh vào tay thí sinh số 15 (cũng là quán quân của cuộc thi) Thiệu Bội Thi chỉ với một phiếu bầu.
Năm 2015, cô đăng kí tham gia Lớp đào tạo nghệ sĩ TVB khóa 28, sau đó gia nhập ngành giải trí.

## Phim và chương trình truyền hình

### Phim truyền hình
| Năm            | Tên phim                                                                                           | Vai diễn                                  | Ghi chú         |
| -------------- | -------------------------------------------------------------------------------------------------- | ----------------------------------------- | --------------- |
| 2015           | Thiên sứ tập sự (Thực tập thiên sứ) 實習天使 Angel In-the-Making                                   | Thư kí của Long Hữu Sinh                  | Tập 23          |
| 2017           | Thừa thắng truy kích (Thừa thắng thư kích) 乘勝狙擊 Burning Hands                                  | Người mẹ                                  | Tập 12          |
| 2017           | Bước qua ranh giới (Thải qua giới) 踩過界 Legal Mavericks                                          | Thư kí                                    | Tập 20          |
| 2017           | Đội điều tra linh tinh (Tạp cảnh kì binh) 雜警奇兵 Nothing Special Force                           | Bạn học của Cốc Chỉ Tình                  | Tập 4           |
| 2017           | Những kẻ ba hoa (Khoa thế đại) 誇世代 My Ages Apart                                                | Vicky                                     | Tập 4, 6, 9, 42 |
| 2017           | Sóng gió gia tộc 3 (Đường tâm phong bạo 3) 溏心風暴3 Heart and Greed                               | Người đẹp                                 | Tập 2           |
| 2018           | Mái ấm gia đình 4 (Ái·Hồi gia chi khai tâm tốc đệ) 愛·回家之開心速遞 Come Home Love: Lo And Behold | Nhân viên bán hàng của cửa hàng làm đẹp   | Tập 394         |
| 2018           | Mái ấm gia đình 4 (Ái·Hồi gia chi khai tâm tốc đệ) 愛·回家之開心速遞 Come Home Love: Lo And Behold | Châu Chỉ Nhược                            | Tập 568         |
| 2018           | Mái ấm gia đình 4 (Ái·Hồi gia chi khai tâm tốc đệ) 愛·回家之開心速遞 Come Home Love: Lo And Behold | Chương Hy Văn                             | Tập 735         |
| 2018           | Mái ấm gia đình 4 (Ái·Hồi gia chi khai tâm tốc đệ) 愛·回家之開心速遞 Come Home Love: Lo And Behold | Dion                                      | Tập 808         |
| 2019           | Thời thiếu nữ của cô ấy (Tha đích thiếu nữ thời đại) 她她她的少女時代 Girlie Days                  | Người phụ nữ đổ vỡ các mối quan hệ        | Tập 7-9, 20     |
| 2020           | Những người tôi từng yêu (Na tá ngã ái quá đích nhân) 那些我愛過的人 Life After Death              | Nhân viên phòng hóa nghiệm                | Tập 6           |
| 2020           | Bước qua ranh giới 2 (Thải qua giới 2) 踩過界II Legal Mavericks II                                 | Nhân viên công ty luật Thiệu Hoằng        |                 |
| 2021           | Con chúng mình là nhất (Bảo bảo đại qua thiên) 寶寶大過天 Plan "B"                                 | Ariel                                     | Tập 1           |
| 2021           | Đoàn kịch lừa bịp (Khi trá kịch đoàn) 欺詐劇團 Fraudstars                                          | Grace                                     | Tập 3-4         |
| 2021           | Thất công chúa 七公主 Battle Of The Seven Sisters                                                  |                                           |                 |
| 2021           | Bác sĩ nhi khoa (Tinh không hạ đích nhân y) 星空下的仁醫 Kids' Lives Matter                        | Lý Dĩnh Huyên 李穎萱 Hayley Lee Wing Suen |                 |
| Chưa phát sóng | Song sinh mạch sinh nhân 雙生陌生人                                                                |                                           |                 |
| Đang quay      | Tứ thập nhị chương kinh 四十二章經                                                                 |                                           |                 |

### Dẫn chương trình
| Năm         | Tên chương trình                              | Ghi chú |
| TVB         | TVB                                           | TVB |
| ----------- | --------------------------------------------- | --- |
| 2015 - 2018 | Think Big trời đất Think Big 天地             | Cùng với Lâm Hi Linh, Huỳnh Khải Di, Dư Đức Thừa, Lý Văn Hi, Nguyễn Hạo Tông, Chung Quân Dương, Mã Tuấn Kiệt, Chung Tình, Đơn Văn Nhu, Trần Nhã Tư, Hà Y Đình, Ngũ Lạc Di, Khưu Tình, Đặng Gia Lễ |
| 2015        | Think Big ngôi sao nhỏ Think Big 大明星       | Cùng với Lâm Hi Linh, Huỳnh Khải Di, Dư Đức Thừa, Lý Văn Hi, Nguyễn Hạo Tông |
| 2015 - 2017 | Think Big chuyến học tập Think Big 遊學團     | Cùng với Lâm Hi Linh, Huỳnh Khải Di, Dư Đức Thừa, Lý Văn Hi, Nguyễn Hạo Tông, Chung Quân Dương, Mã Tuấn Kiệt, Chung Tình, Đơn Văn Nhu                                                             |
| 2016 - nay  | Cảng sinh hoạt·Cảng hưởng thụ 港生活·港享受   | Tham gia ngày 14 tháng 7 |
| 2017 - 2018 | Own Sweet Home 安樂蝸                         | Tham gia ngày 25 tháng 6 |
| 2017 - 2018 | Big Big ngôi sao nhỏ Big Big小明星            | Cùng với Đơn Văn Nhu, Chung Tình, Chung Quân Dương, Mã Tuấn Kiệt |
| 2017        | Tôi là đầu bếp nhỏ 3 我係小廚神3              | Cùng với Mạch Mĩ Ân, Lâm Thịnh Bân |
| 2018 - 2019 | Big Big Beauty 今期流行                       | Cùng với Đơn Văn Nhu, Trương Bảo Nhi, Ngũ Lạc Di, Đinh Tử Lãng, Mạch Khải Trình, Khổng Đức Hiền                                                                                                   |
| 2018        | Tất cả đồng tâm Countdown 萬眾同心齊Countdown | Cùng với Trương Bảo Nhi, Ngũ Lạc Di, Ngụy Vận Chi, Mạch Minh Thi, Phùng Doanh Doanh, Lục Hạo Minh, Mạch Khải Trình, Đinh Tử Lãng                                                                  |

### Chương trình truyền hình
| Năm                | Tên chương trình                                                                  | Ghi chú                      |
| TVB                | TVB                                                                               | TVB                          |
| ------------------ | --------------------------------------------------------------------------------- | ---------------------------- |
| 2014               | VIP hôm nay 今日VIP                                                               | Khách mời ngày 25 tháng 8    |
| 2015               | VIP hôm nay 今日VIP                                                               | Khách mời ngày 11 tháng 2    |
| 2015               | Big Boys Club 兄弟幫                                                              | ‪Khách mời tập 1323, 1324     |
| 2015               | Good Cheap Eats 3 食平3D                                                          | ‪Khách mời tập 35             |
| 2016               | Tỷ muội đào 姊妹淘                                                                | Khách mời tập 276, 27 phần 5 |
| 2016               | Ngàn sao lấp lánh: Xem thêm 萬千星輝睇多D                                         | Khách mời biểu diễn          |
| 2016               | Ngàn sao lấp lánh đi nghỉ phép myTV SUPER呈獻：萬千星輝放暑假                     | Khách mời biểu diễn          |
| 2016               | Nam vương Hồng Kông 香港先生選舉                                                  | Khách mời                    |
| 2016               | Hoa hậu Hồng Kông 2016 2016年度香港小姐競選                                       | Khách mời                    |
| 2017               | Đua thuyền rồng Đinh Tây ở Sa Điền 丁酉年沙田龍舟競渡                             | Biểu diễn                    |
| 2017               | Big Big ngôi sao nhỏ Big Big小明星 2017                                           | Khách mời biểu diễn          |
| 2017               | Lễ kỉ niệm 20 năm Hồng Kông trao trả 慶祝香港回歸祖國二十周年文藝晚會             | Khách mời biểu diễn          |
| 2017               | Quần tinh củng chiếu Big Big Channel 群星拱照Big Big Channel                      | Khách mời                    |
| 2017               | TVB Sales Presentation 2018 TVB金禧晚宴暨2018節目巡禮                             | Khách mời                    |
| 2018               | Nhà bếp mĩ nữ 美女廚房                                                            | Biểu diễn tập 2              |
| 2018               | Midnight Banquets 深夜美食團                                                      | Khách mời tập 16             |
| 2018               | Lễ kỉ niệm ngày thành lập đại công ty Big Big Channel big big channel大公司周年慶 | Khách mời                    |
| 2018               | Diên Hi nam tuần 延禧南巡                                                         | Biểu diễn                    |
| 2018               | TVB Anniversary Light Switching Ceremony TVB 50+1周年再出發                       | Khách mời biểu diễn          |
| 2018               | 2019 TVB Sales Presentation TVB 50+1再出發節目巡禮2019                            | Khách mời                    |
| 2018               | Lễ khánh đài TVB 2018 萬千星輝賀台慶2018                                          | Biểu diễn                    |
| 2020               | Own Sweet Home 安樂蝸                                                             | Khách mời tập 483            |
| Big Big Channel    |                                                                                   |                              |
| 2017               | Thử thách tốc độ trang điểm của Hoa hậu Hồng Kông 港姐妝速挑戰賽                  | Biểu diễn                    |
| Fairchild TV (FTV) |                                                                                   |                              |
| 2016               | Leisure Talk 大城小聚                                                             | Khách mời ngày 14 tháng 6    |

### Ca khúc
| Năm  | Tên bài hát    | Ghi chú                            |
| ---- | -------------- | ---------------------------------- |
| 2016 | Thuận gió 乘風 | Bài hát chủ đề Amazing Summer 2016 |

### Quảng cáo
- 2019: Sky Post 「Thực phẩm Mĩ Tâm」

## Giải thưởng
| Năm  | Giải thưởng                 | Hạng mục                                                             | Kết quả   |
| ---- | --------------------------- | -------------------------------------------------------------------- | --------- |
| 2012 | Hoa hậu Hoa kiều Vancouver  | Hoa hậu ảnh                                                          | Đoạt giải |
| 2017 | Giải thưởng thường niên TVB | Dẫn chương trình xuất sắc nhất (Cùng với Lâm Thịnh Bân và Mạch Mĩ Ân | Đề cử     |